# Lux Mundi
Albums de Samael
Above
(2009) Hegemony
(2017)
Singles
1. Antigod
Sortie : 19 novembre 2010[2]

Lux Mundi  est le neuvième album studio du groupe de black metal suisse Samael, sorti en avril 2011 via le label Nuclear Blast.

## Liste des titres
Toutes les paroles sont écrites par Vorphalack, toute la musique est composée par Xy.
| 1.    | Luxferre                 | 3:49 |
| 2.    | Let My People Be!        | 3:48 |
| 3.    | Of War                   | 3:41 |
| 4.    | Antigod                  | 4:03 |
| 5.    | For a Thousand Years     | 4:54 |
| 6.    | The Shadow of the Sword  | 3:49 |
| 7.    | In the Deep              | 4:01 |
| 8.    | Mother Night             | 4:18 |
| 9.    | Pagan Trance             | 4:19 |
| 10.   | In Gold We Trust         | 3:28 |
| 11.   | Soul Invictus            | 4:18 |
| 12.   | The Truth Is Marching On | 4:29 |
| 48:57 |                          |      |

## Crédits
| - "Vorph" Vorphalack : guitare, chant - "Xy" Xytraguptor : batterie, percussions, clavier, boite à rythmes - Makro : guitare - Masmiseîm : basse | - Waldemar Sorychta, "Xy" : production - Russ Russell : mixage, mastering - Patrick Pidoux : artwork |